# Stekelhuidigen
De stekelhuidigen (Echinodermata) vormen een stam van ongewervelde dieren die voorkomen in zee. De stekelhuidigen zijn te herkennen aan hun meestal vijfstralige radiale symmetrie. De stam omvat een aantal bekende zeedieren zoals de zeesterren, zee-egels, zeekomkommers en de zeelelies. Er zijn ongeveer 7000 levende soorten beschreven, wat het de op een na grootste groep van deuterostomen maakt, na de chordadieren (gewervelden en verwanten).
Stekelhuidigen zijn typische bewoners van de zeebodem. Het is een van de weinige diergroepen die overvloedig voorkomen in de diepzee, evenals in ondiepere oceanen. De meeste stekelhuidigen kunnen zich ongeslachtelijk voortplanten en delen van hun lichaam regenereren. In de twintigste eeuw werden stekelhuidigen veel gebruikt voor het onderzoek naar biologische regeneratie. Geologisch gezien zijn stekelhuidigen van groot belang door hun geossificeerde skeletten, die waardevolle aanwijzingen kunnen geven over de stratigrafische omgeving.
De eerste stekelhuidigen verschenen aan het begin van het Cambrium. De groep onderging een snelle evolutie gedurende het Mesozoïcum, en hadden een grote sturende rol in de ecologie van de wereldzeeën. Eén opvallende uitgestorven groep, de zeelepelachtigen (Homalozoa), lijkt dicht bij de evolutionaire oorsprong van de stekelhuidigen te liggen. Deze dieren hadden uitwendige kieuwen waarmee ze voedingsdeeltjes uit het zeewater filterden, vergelijkbaar met die van chordadieren en hemichordaten.

## Algemene kenmerken

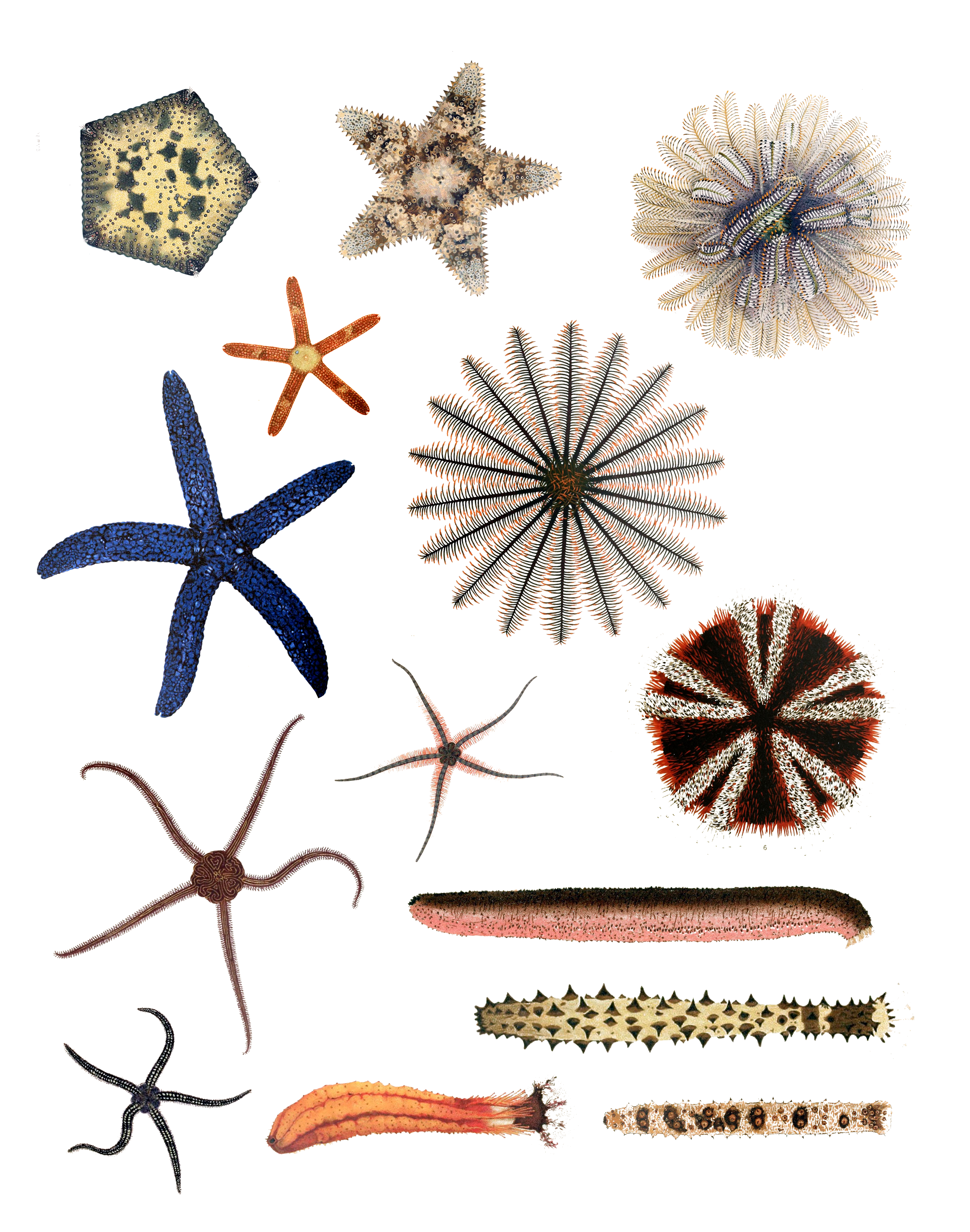
Verschillende soorten stekelhuidigen, met bovenaan zeesterren en haarsterren, een zee-egel in het midden, linksonderaan slangsterren en rechtsonderaan zeekomkommers

De meeste stekelhuidigen zijn kleine dieren en bereiken een lichaamslengte van niet meer dan tien centimeter. Er zijn echter ook enkele soorten, zoals bepaalde zeekomkommers, die veel groter worden, tot wel twee meter lang. De grootste stekelhuidigen zijn uitgestorven zeelelies die een stamlengte hadden van zo'n twintig meter. Bij alle stekelhuidigen is een vijfstralige symmetrie te herkennen. De morfologie is divers: het lichaam kan plat en stervormig, gesteeld en vertakt, bolvormig of stekelig zijn. Bij de langwerpige zeekomkommers is de vijfstraligheid alleen inwendig goed te zien. 
De stekels, waaraan de stekelhuidigen hun naam danken, zijn gelede, flexibele, holle lichaamsaanhangsels die uit het skelet groeien en bedekt zijn met een epidermis. De stekels vervullen verschillende functies: ze dienen in de eerste plaats als bescherming tegen roofdieren, maar worden ook gebruikt om rond te kruipen, of voor vasthechting aan de zeebodem. De stekels kunnen gif bevatten (typisch bij zee-egels) of een sensorische functie vervullen – de stekels van zeesterren dragen bijvoorbeeld fotoreceptoren. Enkele soorten gebruiken hun gemodificeerde stekels om prooien te vangen.

### Vijfstralige symmetrie
Ondanks dat stekelhuidigen behoren tot de Bilateria, de tweezijdig-symmetrische dieren, hebben ze een vorm van symmetrie ontwikkeld die gebaseerd is op vijf assen rondom een midden (radiale symmetrie). Dit is vooral duidelijk te zien bij de vijfarmige zeesterren, maar bij alle vertegenwoordigers is de symmetrie terug te zien, wat aannemelijk maakt dat het een voorouderlijk kenmerk is. Sommige soorten hebben een veelvoud van vijf: Heliaster heeft bijvoorbeeld twintig armen. De tweezijdige symmetrie is bij stekelhuidigen alleen terug te vinden in het larvale stadium.

### Kalkskelet
Hoewel de naam anders doet vermoeden, hebben stekelhuidigen geen uitwendig exoskelet. De ruwe opperhuid (epidermis) wordt ondersteund door een net eronder gelegen mesodermaal skelet bestaande uit kalkrijke plaatjes en skeletnaaldjes die gezamenlijk ook wel ossicula worden genoemd. De ossicula zijn opgebouwd uit calciet en hebben een poreuze structuur. Ze kunnen gedurende de ontwikkeling uitgroeien tot karakteristieke vormen die van pas komen bij de determinatie van stekelhuidigen.
De opperhuid bevat verstevigende cellen die de ossicula omgeven, pigmentcellen die kleur geven, sensorische cellen die beweging en omgevingsbewustzijn mogelijk maken. In sommige gevallen is de huid ook uitgerust met kliercellen die toxines afscheiden. De opperhuid is bij veel soorten bont gekleurd, een gevolg van een combinatie van de pigmenten melanine, carotenoïden en ijzerdragende eiwitten. De kleur is opvallend veranderlijk; sommige stekelhuidigen kunnen een compleet ander uiterlijk aannemen als het nacht wordt.

### Watervaatstelsel
Stekelhuidigen bezitten een uniek transportsysteem binnen hun lichaam, het watervaatstelsel of ambulacraalstelsel. Het is een netwerk van met vloeistof gevulde kanalen die gebruikt wordt voor gaswisseling, transport van voedingsstoffen en voortbeweging. De vloeistof wordt de coelomische vloeistof genoemd. Het watervaatstelsel mondt bij de meeste klassen uit in een kleine opening, de madreporiet. Vanuit het ringkanaal rond de mond vertakt het stelsel zich richting alle armen. Bij zeesterren en andere groepen staat het watervaatstelsel ook in verbinding met buisvoetjes (podia) waarmee het dier zich over de bodem kan rondbewegen.

## Voorkomen
De stekelhuidigen vormen een duidelijk te onderscheiden groep van uitsluitend in zee levende dieren, waarvan de volwassen exemplaren hoofdzakelijk op of in de zeebodem leven. Er zijn ongeveer 6000 recente soorten beschreven, en 20.000 soorten zijn bekend als fossiel, waarvan de oudste uit het Cambrium.

## Verspreiding
Deze dieren komen voor vanaf de kust tot in de diepste delen van de oceanen. Omdat ze geen systeem hebben dat de water- en zoutbalans in hun lichaam kan regelen, komen ze niet voor in water met een laag zoutgehalte. Parasitaire vormen komen niet voor in deze groep, waarvan de vertegenwoordigers in grootte variëren van 5 mm tot meer dan 1 m. Een van de opvallendste kenmerken is de radiale symmetrie van het lichaam van de volwassen dieren.

## Skelet
Een ander algemeen kenmerk is de aanwezigheid van een skelet dat onder de opperhuid ligt en dat bestaat uit losse kalkplaten die in sommige gevallen aan elkaar vergroeid zijn en zo een stevige schaal vormen. Stekels en knobbels steken vaak vanaf de kalkplaten door de huid naar buiten. Deze huid is in enkele klassen bedekt met schaarvormige uitsteeksels (pedicellariae). Deze pedicellariae helpen mee om de huid vrij te houden van onregelmatigheden en worden bij sommige soorten ook gebruikt bij de verdediging of om voedsel te vangen.

## Voeding
Er is grote verscheidenheid in de voedingsgewoonten binnen deze groep, die loopt vanaf detrituseters, ook wel afvaleters genoemd, en filtervoeders naar herbivoren en carnivoren. Stekelhuidigen hebben een uniek inwendig systeem, het watervaatstelsel of ambulacraalstelsel, dat bij sommige klassen met de buitenwereld in verbinding staat door middel van een zeefvormige opening, de madreporiet of zeefplaat. Dit systeem zet zich voort in de intrekbare buisvoetjes, die door de huid naar buiten steken en in radiale lijnen vanaf de mondopening lopen. Het gedeelte van het lichaam waardoor de voetjes naar buiten steken, noemt men het ambulacrum, en de ruimten daartussen interambulacrum. Bij veel soorten dienen de buisvoetjes voor de voortbeweging, maar bij andere worden ze alleen maar gebruikt om voedsel te verzamelen. Hoewel alle stekelhuidigen een mondopening hebben, hebben ze niet allemaal een anus.

## Voortplanting
Bij de meeste soorten zijn de geslachten gescheiden, maar er zijn ook een paar hermafrodieten. Eicellen en sperma worden gewoonlijk vrij in het water geloosd, waar dan de bevruchting plaatsvindt. Planktontisch levende larven zijn een vast kenmerk in de levenscyclus van de stekelhuidigen, hoewel enkele soorten hun jongen in gespecialiseerde broedkamers bij zich dragen. Niet alle soorten planten zich uitsluitend geslachtelijk voort, enkele vermeerderen zich ook door afsplitsing van lichaamsdelen.

## Systematiek
De stekelhuidigen worden doorgaans in vier onderstammen verdeeld:
- Onderstam Crinozoa
  -  † Blastoidea
  - Crinoidea (zeelelies, haarsterren)
  -   † Cystoidea
- Onderstam Asterozoa
  - Asteroidea (zeesterren)
  -  Ophiuroidea (slangsterren)
- Onderstam Echinozoa
  - Echinoidea (zee-egels)
  -  Holothuroidea (zeekomkommers)
- † Onderstam Homalozoa (zeelepelachtigen)